# Muelleroecia macromma
Muelleroecia macromma is een mosselkreeftjessoort uit de familie van de Halocyprididae. De wetenschappelijke naam van de soort is voor het eerst geldig gepubliceerd in 1906 door Müller, G.W..